# Фіялка болотяна
Фіялка болотяна, фіалка болотна (Viola palustris) — вид трав'янистих рослин родини фіалкові (Violaceae), поширений у болотистих місцях Європи й Північної Америки. Етимологія: лат. palustris — «болотяний»

## Опис
Ці багаторічні трав'янисті рослини ростуть невеликими колоніями; окремі рослини з'єднані столонами; столони бліді, часто вкорінюються й листяні у вузлах. Кореневища тонкі, м'ясисті. Висота: 3–21.5 см. Стебла майже безлисті, лускаті приквітки в середній точці або нижче. Листки в прикореневій розетці, на ніжках; пластини ниркоподібні з круглими верхівками, як правило, із закругленими зубцями, голі, блискучі, світло-зелені, довжиною від 2 до 5 см і шириною від 2.5 до 5.5 см; прилистки вузько яйцеподібні, можуть з цілими краями й чи крихітно-зубчастими. Квітки поодинокі, пониклі, без запаху. Квіти зигоморфні (з одною площиною симетрії), бузково-фіолетові, 8–15 мм в діаметрі; пелюсток 5, з круглою верхівкою, найнижчі 8–10 мм довжиною; чашолистків 5; тичинок 5. Плоди — кулясті, голі, 3-клапанні капсули, 6–10 мм. Насіння темно-коричневе, 1–2 мм. 2n = 48. Квітує з квітня по липень.
Часто гібридизує з Viola epipsila; гібриди в основному гексаплоїдні (2n = 36), але 2n між 20 і 48 були зареєстровані. У гібридів спостерігається деяка кількість хорошого насіння, але більшість насіння зі стерильністю. Вони можуть, однак, утворювати великі клони через кореневища.

## Поширення
Північна Африка (Марокко, Азорські острови); Європа (Білорусь, Естонія, Латвія, Литва, Молдова, Росія — європейська частина, Україна, Австрія, Бельгія, Чехія, Німеччина, Люксембург, Нідерланди, Польща, Швейцарія, Данія, Фарерські острови, Фінляндія, Ісландія, Ірландія, Норвегія, Швеція, Сполучене Королівство, Болгарія, колишня Югославія, Італія, Румунія, Андорра, Франція, Португалія, Іспанія); Північна Америка (Гренландія, Канада, США). Полюбляє оліготрофні (з відносно низьким вмістом поживних речовин) місця, часто трясовини.
В Україні зростає на болотах і торф'янистих луках, в заболочених лісах — у Карпатах, на Поліссі, звичайний вид; в Лісостепу (смт Бобрик Полтавської обл.) і Степу (м. Кремінна), зрідка. Входить до списку рослин, які потребують охорони на територіях Донецької й Луганської областей.

## Використання
Рослина містить саліцилову кислоту і настоянка або чай, зроблені з рослини можна вживати при різних захворюваннях. Листя багате на вітаміни C і AВітамін A.

## Галерея

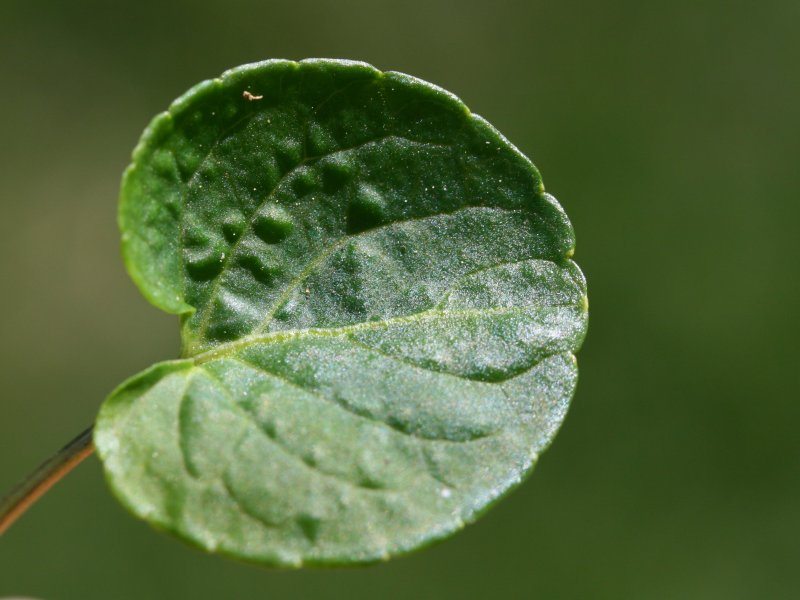
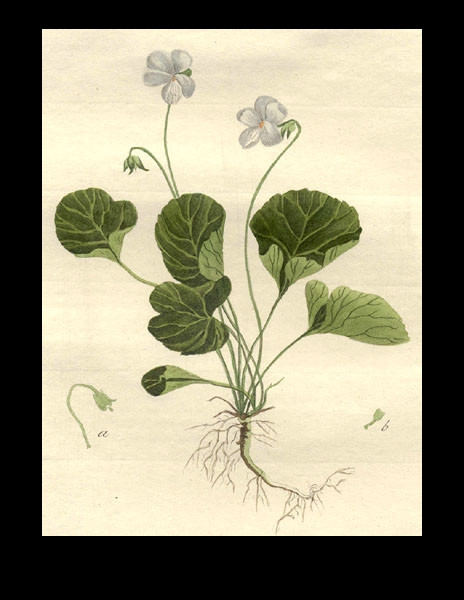